# Puimoisson
Puimoisson település Franciaországban, Alpes-de-Haute-Provence megyében. Lakosainak száma 666 fő (2022. január 1.). Puimoisson Bras-d’Asse, Brunet, Moustiers-Sainte-Marie, Riez, Roumoules, Saint-Julien-d’Asse és Saint-Jurs községekkel határos.

## Népesség
A település népességének változása:
| Lakosok száma | 508  | 511  | 511  | 660  | 749  | 748  | 723  | 691  | 683  | 666  |
|               | 1968 | 1982 | 1990 | 2006 | 2013 | 2015 | 2017 | 2019 | 2020 | 2022 |